# Valerian Ivanovich Albanov

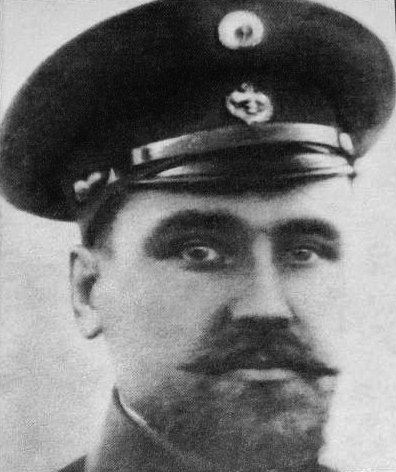
Valerian Ivanovich Albanov

Valerian Ivanovich Albanov (tiếng Nga: Валериан Иванович Альбанов) (1881 hay 1882 - 1919) là một nhà hàng hải người Nga, được biết đến nhiều nhất có lẽ là vì ông là một trong hai người còn sống sót trong chuyến thám hiểm xấu số dưới sự chir huy của Georgy Lvovich Brusilov năm 1912.
Theo một số tài liệu thì Albanov sinh năm 1881 tại Voronezh, nhưng một số tài liệu khác lại cho rằng ông sinh ngày 26 tháng 5 (lịch cũ) năm 1882 tại Ufa, và được chú nuôi dưỡng tại Ufa. Khi khoảng 17 tuổi, ông theo học trường hàng hải tại Sankt Peterburg, tốt nghiệp năm 1904. Ông phục vụ trên một loạt tàu trước khi trở thành hoa tiêu trưởng trên tàu Thánh Anna (Святая Анна) dưới sự chỉ huy của Georgy Lvovich Brusilov với mục đích thám hiểm nhằm tìm ra lối đi ngang qua của hành trình đường biển phương Bắc (một chiến công chỉ được thực hiện thành công một lần trước đó bởi nhà thám hiểm người Phần Lan là Nordenskiöld).
Chuyến thám hiểm này được chuẩn bị kỹ lưỡng nhưng đoàn thám hiểm đã bị mắc kẹt trong băng tại khu vực biển Kara từ tháng 10 năm 1912. Do lương thực, thực phẩm mang theo dồi dào, nên đoàn thủy thủ chuẩn bị các công việc cho việc trú đông với hy vọng băng sẽ tan ra trong năm sau. Tuy nhiên, trong cả năm 1913 thì biển vẫn tiếp tục đóng băng hoàn toàn. Đầu năm 1914 tàu bị trôi dạt theo băng về hướng tây bắc quần đảo Zemlya Frantsa Iosifa (Земля Франца-Иосифа) và băng dường như cũng không tan trong năm đó. Albanov, tin rằng tình trạng của họ là vô phương cứu chữa, đề nghị thuyền trưởng Brusilov giải phóng ông khỏi nhiệm vụ như là sĩ quan chỉ huy thứ hai trên tàu để cùng một nhóm thủy thủ rời tàu để tìm đường trở về đất liền bằng cách đi bộ trên băng. Các cố gắng của Albanov và nhóm thủy thủ đã giúp họ tới được Belaya Zemlya, đảo phía đông bắc nhất của nhóm đảo Zemlya Frantsa Iosifa. Ông sử dụng bản đồ không chính xác của Fridtjof Nansen, chỉ đầy các đường chấm chấm những nơi quần đảo chưa được thám hiểm.
Mười ba thủy thủ khác đi theo Albanov khi họ đi về phía tây nam bằng các phương tiện như ván trượt tuyết, xe trượt tuyết và xuồng kayak. Sự di chuyển của họ là cực kỳ khó khăn do các chỗ rạn vỡ trên băng, hàng loạt các khoảng nước lộ thiên giữa một biển băng cũng như hàng loạt các chỏm băng làm chậm trễ hành trình. Sau một thử thách khắc nghiệt và kéo dài, chỉ còn Albanov và một thủy thủ là Aleksandr Konrad, tới được mũi đất Flora tại Zemlya Frantsa Iosifa, nơi họ biết rằng Fridtjof Nansen đã để lại lương thực, thực phẩm và một túp lều gỗ trong chuyến thám hiểm trước đó của ông. Albanov và Konrad được tàu Thánh Foka dưới sự chỉ huy của Georgy Yakovlevich Sedov cứu thoát, khi họ đang chuẩn bị cho mùa đông sắp tới.
Albanov sau đó viết một cuốn hồi ký về chuyến đi của ông, được xuất bản lần đầu tiên tại Sankt Peterburg năm 1917. Albanov sau đó lại quay trở lại nghề đi biển, nhưng chết chỉ vài năm sau đó, vào tháng 12 năm 1919. Người ta vẫn chưa thống nhất với nhau về nguyên nhân cái chết của ông, một số cho rằng ông chết vì thương hàn, một số khác lại cho rằng ông chết do vụ nổ một toa tàu chở vũ khí tại Achinsk, Siberi.
Các dữ liệu về sự trôi dạt của tàu Thánh Anna theo băng trên biển Kara do Albanov cung cấp được nhà hải dương học Liên Xô Vladimir Yulyevitch Vize nghiên cứu kỹ lưỡng năm 1924. Chỉ trên cơ sở lý thuyết ông phát hiện ra sự trệch hướng kì dị của đường mà theo đó tàu bị trôi dạt ra khỏi đường mà về lý thuyết gây ra bởi các biến thiên nhất định trong các kiểu hải lưu và đường chuyển động của băng. Giáo sư Vize cho rằng sự trệch hướng này là do sự hiện diện của một hòn đảo chưa được phát hiện mà tọa độ của nó được ông tính toán với độ chính xác rất cao nhờ các dữ liệu mà Albanov cung cấp. Sáu năm sau, vào ngày 13 tháng 8 năm 1930, đoàn thám hiểm Liên Xô do Otto Yulievich Schmidt chỉ huy, đi trên tàu phá băng Georgy Sedov dưới sự chỉ huy của thuyền trưởng Vladimir Ivanovich Voronin, đã phát hiện ra đảo này và đặt tên cho nó là đảo Vize. V. Y. Vize cũng có mặt trên boong tàu này và là người đầu tiên đặt chân lên hòn đảo mà ông dã dự đoán về sự tồn tại của nó từ trước đó.
Năm 1975, chuyên gia về Bắc cực là William Barr đã viết rằng "Tên tuổi của Valerian Ivanovich Albanov phải được xếp cùng những người bất tử trong thám hiểm vùng cực."
Một sông băng trên đảo Cách mạng tháng Mười tại nhóm đảo Severnaya Zemlya đã được đặt tên theo tên của Valerian Ivanovich Albanov.